# Amphibiengebiet Seedorfer Forst
Amphibiengebiet Seedorfer Forst este o arie protejată (arie specială de conservare — SAC, sit de importanță comunitară — SCI) din Germania întinsă pe o suprafață de 213 ha, integral pe uscat.

## Localizare
Centrul sitului Amphibiengebiet Seedorfer Forst este situat la coordonatele 53°35′52″N 10°52′30″E / 53.5978°N 10.875°E.

## Înființare
Situl Amphibiengebiet Seedorfer Forst a fost declarat sit de importanță comunitară în septembrie 2004 pentru a proteja 3 specii de animale. Situl a fost protejat și ca arie specială de conservare în ianuarie 2010.

## Biodiversitate
Situată în ecoregiunea continentală, aria protejată conține 4 habitate naturale: Lacuri eutrofice naturale cu vegetație de tip Magnopotamion sau Hydrocharition, Păduri de fag Luzulo-Fagetum, Păduri de fag Asperulo-Fagetum, Păduri de stejar sau de stejar și carpen sub-atlantice și medio-europene de Carpinion betuli.
La baza desemnării sitului se află mai multe specii protejate:
- amfibieni (2): buhai de baltă cu burta roșie (Bombina bombina), triton cu creastă (Triturus cristatus)
- nevertebrate (1): Vertigo moulinsiana

Pe lângă speciile protejate, pe teritoriul sitului au mai fost identificate 3 specii de amfibieni, 3 specii de mamifere.